# Lijst van burgemeesters van Westdorpe
Dit is een lijst van burgemeesters van de voormalige Nederlandse gemeente Westdorpe in de provincie Zeeland. Op 1 april 1970 ging Westdorpe op in de gemeente Sas van Gent.
| Ambtsperiode | Naam burgemeester                   | Leefde    | Partij of stroming | Bijzonderheden                                                             |
| ------------ | ----------------------------------- | --------- | ------------------ | -------------------------------------------------------------------------- |
| 1795 - 1797  | Johannis Huijsman                   | 1739-1798 |                    | agent municipal                                                            |
| 1797 - 1798  | Laureijs de Mul                     | 1759-1821 |                    | agent municipal                                                            |
| 1798 - 1799  | Pieter Jacobus de Jonghe            | 1746-1808 |                    | agent municipal                                                            |
| 1800 - 1807  | Ludovicus Bernardus Goethals        | 1764-1837 |                    | meijer, maire                                                              |
| 1808 - 1813  | Lucas Anthonius                     | geb. 1777 |                    | maire; vertrok 1813 naar Gent                                              |
| 1813 - 1826  | Ludovicus Bernardus Goethals        | 1764-1837 |                    | maire/schout/burgemeester                                                  |
| 1826 - 1841  | Jacobus Adrianus Pateer             | 1773-1847 |                    | burgemeester                                                               |
| 1841 - 1884  | Norbertus Kerckhaert                | 1809-1884 |                    | tevens burgemeester van Sas van Gent (1859-1884) en Philippine (1859-1872) |
| 1884 - 1914  | Camilus (Camille) van Waes          | 1838-1925 |                    |                                                                            |
| 1914 - 1923  | Honoré Joseph van Waes              | 1873-1923 |                    | zoon van Camilus                                                           |
| 1923 - 1936  | Frits Antoine Hendrikse             | 1897-1978 |                    | werd burgemeester van Vogelwaarde                                          |
| 1936 - 1943  | Camille Joseph van Hootegem         | 1902-1978 |                    |                                                                            |
| 1943 - 1944  | Eduardus Kalle                      | 1894-1969 | NSB                |                                                                            |
| 1944 - 1946  | Camille Joseph van Hootegem         | 1902-1978 |                    | werd burgemeester van Hontenisse                                           |
| 1946 - 1970  | Gerard Honoré Eugène Marie van Waes | 1913-2009 | KVP                | kleinzoon van Camilus, neefje van Honoré; werd burgemeester van Borsele    |